# 余核
在数学中，向量空间F中线性映射X→Y的余核（cokernel，也作上核）是F的陪域关于F的像的商空间，即Y/Im(F)。上核的维数称为F的余秩（corank）。
范畴论中，余核与核是对偶的，因而得名。核是域的子对象（核映射到域），而余核是上域的商对象（上核由上域映射到）。
直观地，要求解方程f(x)=y，余核表示使方程有解时对y的限制，而核则表示解的自由度。更一般地，态射f: X→Y在某些范畴中（例如群的同态，或希尔伯特空间之间的有界线性算子），是一个对象Q和一个态射q: Y→Q，使qf是该范畴的零态射，并且q的这个性质是泛性质。Q就称为f的余核。 
在抽象代数的许多情况下，如阿贝尔群、向量空间、模中，同态f: X→Y的余核是Y关于f的像的商。在拓扑学中，如希尔伯特空间之间的有界线性算子，通常必须先取像的闭包，然后再取这个商。   